# Giovanni De Prà
Giovanni De Prà (Genova, 28 giugno 1900 – Genova, 15 giugno 1979) è stato un calciatore italiano.

## Biografia
Figura fra le più importanti del calcio italiano, campione del calcio degli albori e impegnato nel sociale – dedicò la sua vita quasi esclusivamente allo sviluppo delle discipline sportive – cominciò a calcare i campi da gioco in giovane età nelle file della Spes F.C.; fu subito notato dall'allenatore William Garbutt, uno degli storici allenatori del Genoa C.F.C., che lo fece approdare alla corte della società rossoblù.
De Prà difese per molti anni la porta della più antica società di calcio italiana vincendo due scudetti e legando a essa il suo nome.

### Vita privata
Sposò Maria Bernabei (1908-2015); suo nipote, Luca De Prà, è stato portiere della Novese in Eccellenza ed è l'attuale preparatore dei portieri della primavera del Genoa.

## Carriera
Cresciuto nelle piccole società genovesi dell'U.S. Albarese e del Serenitas, fece le prime esperienze in massima serie nella Spes, da cui fu ufficialmente ingaggiato il 5 gennaio 1917, pur avendo già frequentato la società.
Si fece notare nell'incontro contro il Genoa del 5 dicembre 1920, terminato 1-1, nel corso del quale sfoggiò una prestazione maiuscola, impedendo ai Grifoni di portare a casa l'incontro. William Garbutt, l'allenatore dei rossoblù, rimase impressionato da De Prà, chiedendo ai suoi dirigenti di ingaggiarlo per la stagione successiva. Del Genoa diventò titolare inamovibile, contribuendo ai successi del Grifone negli anni seguenti.
Garbutt ne agevolò la crescita sportiva facendolo allenare, tra il maggio ed il giugno 1922, da Elisha Scott, portiere del Liverpool giunto in Italia con la sua società per una serie di esibizioni; Scott, che rimase anche in seguito in contatto con l'allievo, insegnò a De Prà le più moderne tecniche di allenamento del calcio britannico.

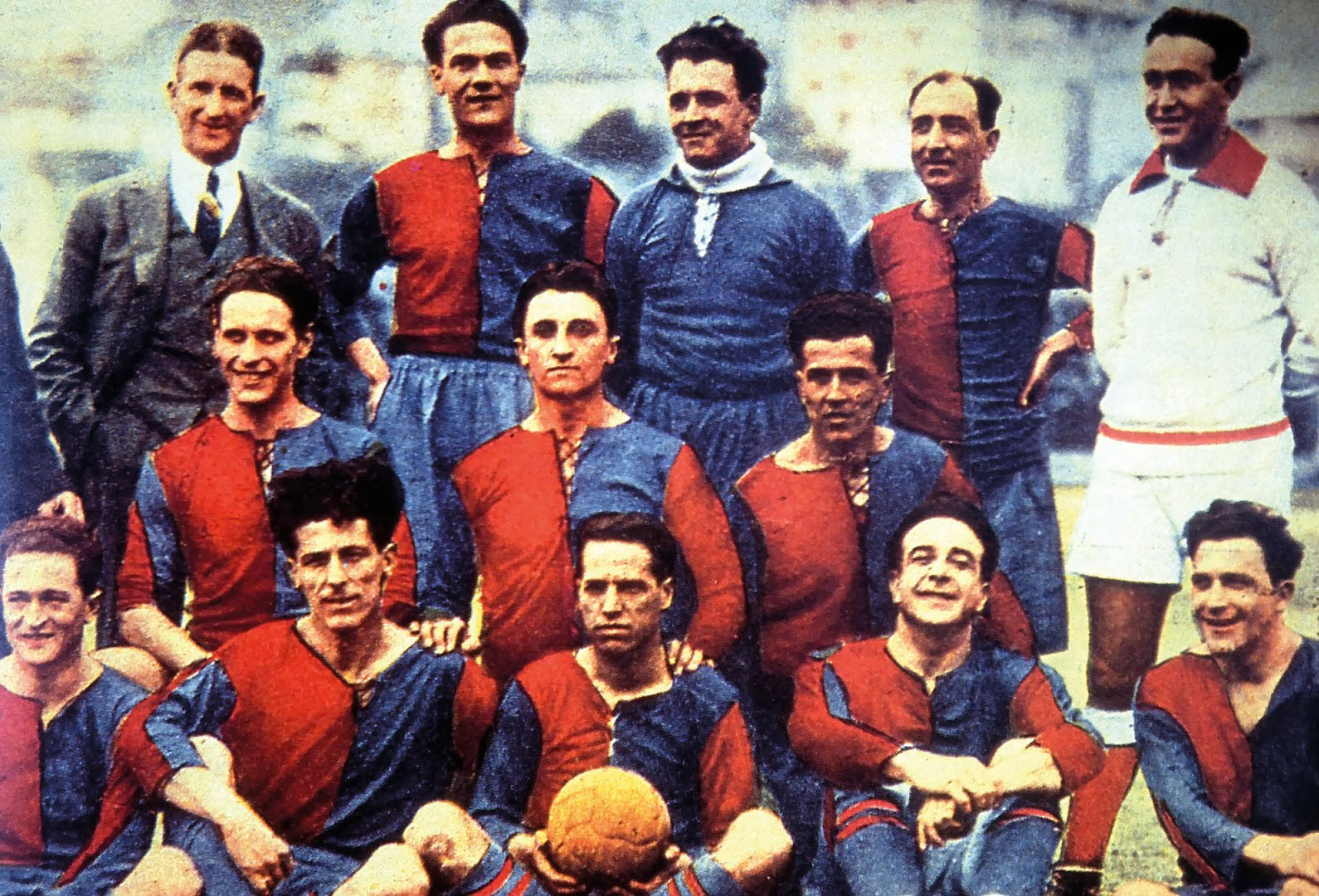
Il Genoa scudettato nelle stagioni 1922-23 e 1923-24. De Prà è il terzo giocatore in alto da destra, con la maglia blu. Da notare il vistoso maglione bianco che spicca sotto la casacca da portiere.

Nelle stagioni 1922-23 e 1923-24 De Prà vinse con il Genoa due scudetti. Il primo dei due titoli giunse al termine di una serie di 33 partite consecutive senza sconfitte: un primato eguagliato, nell'arco di oltre novant'anni, soltanto da Milan e Juventus.

La Juventus tentò di acquistarlo pagandolo a peso d'oro, ma senza successo perché, una volta presentatosi nella sede della squadra bianconera, Giovanni De Prà ringraziò e disse di essere genoano e di non poter quindi giocare in altre squadre al di fuori del Genoa.
Nel 1924 partecipò ai Giochi Olimpici di Parigi; nel 1928 conquistò con la maglia azzurra la medaglia di bronzo alle Olimpiadi di Amsterdam; collezionò in carriera diciannove presenze in Nazionale.
Memorabile fu una sua prestazione nell'incontro disputato a Milano contro la Spagna; al ventesimo minuto del primo tempo in uno scontro di gioco si fratturò un braccio e proseguì con una fasciatura per i restanti settanta minuti, contribuendo alla difesa della squadra contro gli attacchi degli iberici e consegnando alla storia un pareggio per 0 a 0 diventato, in virtù di questo episodio, letteralmente leggendario.
Grazie a una sottoscrizione popolare promossa dal Guerin Sportivo, gli fu assegnata una medaglia d'oro a perenne ricordo delle sue gesta. Il grande senso di lealtà che segnò tutta la sua vita gli permise di chiudere una straordinaria carriera senza che gli fosse mai stata inflitta un'ammonizione né, tanto meno, un'espulsione.
Ricoprì la carica di dirigente del Genoa per molti anni nel secondo Dopoguerra e, fino alla sua scomparsa, nel Panathlon Club (già Azzurri d'Italia).
Il 25 luglio 1972 ricevette la Fronda d'oro, riconoscimento destinato a chi in patria e nel mondo onora la terra ligure e la sua gente, con la seguente motivazione:
Il 16 settembre 1979 (anno della sua morte), prima di Genoa-Matera, gara di esordio del campionato di Serie B 1979-1980, con una cerimonia ufficiale presieduta dal sindaco di Genova Fulvio Cerofolini fu interrata dietro la porta della Gradinata Nord la medaglia conquistata ad Amsterdam nel 1928, affinché i valori di De Prà potessero simbolicamente essere trasmessi alle generazioni calcistiche future; il 9 dicembre 1979 gli fu intitolata la strada che corre tra il torrente Bisagno e lo stadio di Genova, intitolato a un altro grande sportivo legato a Genova e al Genoa – Luigi Ferraris –: fu un tributo fortemente voluto dai suoi concittadini.

## Statistiche

### Cronologia presenze e reti in nazionale
| Cronologia completa delle presenze e delle reti in nazionale ― Italia | Cronologia completa delle presenze e delle reti in nazionale ― Italia | Cronologia completa delle presenze e delle reti in nazionale ― Italia | Cronologia completa delle presenze e delle reti in nazionale ― Italia | Cronologia completa delle presenze e delle reti in nazionale ― Italia | Cronologia completa delle presenze e delle reti in nazionale ― Italia | Cronologia completa delle presenze e delle reti in nazionale ― Italia | Cronologia completa delle presenze e delle reti in nazionale ― Italia |
| Data                                                                  | Città                                                                 | In casa                                                               | Risultato                                                             | Ospiti                                                                | Competizione                                                          | Reti                                                                  | Note                                                                  |
| --------------------------------------------------------------------- | --------------------------------------------------------------------- | --------------------------------------------------------------------- | --------------------------------------------------------------------- | --------------------------------------------------------------------- | --------------------------------------------------------------------- | --------------------------------------------------------------------- | --------------------------------------------------------------------- |
| 9-3-1924                                                              | Milano                                                                | Italia                                                                | 0 – 0                                                                 | Spagna                                                                | Amichevole                                                            | -                                                                     |                                                                       |
| 25-5-1924                                                             | Colombes                                                              | Italia                                                                | 1 – 0                                                                 | Spagna                                                                | Olimpiadi 1924 - Qualificazione                                       | -                                                                     |                                                                       |
| 29-5-1924                                                             | Parigi                                                                | Lussemburgo                                                           | 0 – 2                                                                 | Italia                                                                | Olimpiadi 1924 - Ottavi di finale                                     | -                                                                     |                                                                       |
| 2-6-1924                                                              | Parigi                                                                | Svizzera                                                              | 2 – 1                                                                 | Italia                                                                | Olimpiadi 1924 - Quarti di finale                                     | −2                                                                    |                                                                       |
| 16-11-1924                                                            | Milano                                                                | Italia                                                                | 2 – 2                                                                 | Svezia                                                                | Amichevole                                                            | −2                                                                    |                                                                       |
| 23-11-1924                                                            | Duisburg                                                              | Germania                                                              | 0 – 1                                                                 | Italia                                                                | Amichevole                                                            | -                                                                     |                                                                       |
| 18-1-1925                                                             | Milano                                                                | Italia                                                                | 1 – 2                                                                 | Ungheria                                                              | Amichevole                                                            | −2                                                                    |                                                                       |
| 8-11-1925                                                             | Budapest                                                              | Ungheria                                                              | 1 – 1                                                                 | Italia                                                                | Amichevole                                                            | −1                                                                    |                                                                       |
| 21-3-1926                                                             | Torino                                                                | Italia                                                                | 3 – 0                                                                 | Irlanda                                                               | Amichevole                                                            | -                                                                     |                                                                       |
| 18-4-1926                                                             | Zurigo                                                                | Svizzera                                                              | 1 – 1                                                                 | Italia                                                                | Amichevole                                                            | −1                                                                    |                                                                       |
| 9-5-1926                                                              | Milano                                                                | Italia                                                                | 3 – 2                                                                 | Svizzera                                                              | Amichevole                                                            | −2                                                                    |                                                                       |
| 18-7-1926                                                             | Stoccolma                                                             | Svezia                                                                | 5 – 3                                                                 | Italia                                                                | Amichevole                                                            | −5                                                                    |                                                                       |
| 20-2-1927                                                             | Milano                                                                | Italia                                                                | 2 – 2                                                                 | Cecoslovacchia                                                        | Amichevole                                                            | −2                                                                    |                                                                       |
| 23-10-1927                                                            | Praga                                                                 | Cecoslovacchia                                                        | 2 – 2                                                                 | Italia                                                                | Coppa Internazionale 1927-1930                                        | −2                                                                    |                                                                       |
| 6-11-1927                                                             | Bologna                                                               | Italia                                                                | 0 – 1                                                                 | Austria                                                               | Coppa Internazionale 1927-1930                                        | −1                                                                    |                                                                       |
| 1-1-1928                                                              | Genova                                                                | Italia                                                                | 3 – 2                                                                 | Svizzera                                                              | Coppa Internazionale 1927-1930                                        | −2                                                                    |                                                                       |
| 25-3-1928                                                             | Roma                                                                  | Italia                                                                | 4 – 3                                                                 | Ungheria                                                              | Coppa Internazionale 1927-1930                                        | −3                                                                    |                                                                       |
| 22-4-1928                                                             | Gijón                                                                 | Spagna                                                                | 1 – 1                                                                 | Italia                                                                | Amichevole                                                            | −1                                                                    |                                                                       |
| 29-5-1928                                                             | Amsterdam                                                             | Francia                                                               | 3 – 4                                                                 | Italia                                                                | Olimpiadi 1928 - Ottavi di finale                                     | −3                                                                    |                                                                       |
| Totale                                                                |                                                                       | Presenze                                                              | 19                                                                    |                                                                       | Reti                                                                  | −29                                                                   |                                                                       |

## Palmarès

### Giocatore

#### Club
- Campionato italiano: 2

Genoa: 1922-1923, 1923-1924

#### Nazionale
- Coppa Internazionale: 1

1927-1930
- Bronzo olimpico: 1

Amsterdam 1928